# Scleropleella
Scleropleella är ett släkte av svampar som beskrevs av Höhn.. Scleropleella ingår i klassen Dothideomycetes, divisionen sporsäcksvampar och riket svampar.
Kladogram enligt Dyntaxa:
| Scleropleella | \| \| Scleropleella juniperina \| \| \| \| \| \| Leptosphaerulina hyperborea \| \| \| \| \| \| Leptosphaerulina personata \| \| \| \| |
|               | \| \| Scleropleella juniperina \| \| \| \| \| \| Leptosphaerulina hyperborea \| \| \| \| \| \| Leptosphaerulina personata \| \| \| \| |
|               | Acrospermales |
|               | |
|               | Botryosphaeriales |
|               | |
|               | Capnodiales |
|               | |
|               | Dothideales |
|               | |
|               | Dothideomycetes, families incertae sedis                                                                                              |
|               | |
|               | Hysteriales |
|               | |
|               | Jahnulales |
|               | |
|               | Myriangiales |
|               | |
|               | Mytilinidiales |
|               | |
|               | Patellariales |
|               | |
|               | Pleosporales |
|               | |
|               | Scleropleella juniperina |
|               | |
|               | Leptosphaerulina hyperborea |
|               | |
|               | Leptosphaerulina personata |
|               | |

|  | Scleropleella juniperina    |
|  |                             |
|  | Leptosphaerulina hyperborea |
|  |                             |
|  | Leptosphaerulina personata  |
|  |                             |